# Nord Noroit

Le Nord Noroit 1400 est un hydravion français de reconnaissance et de sauvetage en mer conçu et construit par Nord Aviation pour la Marine française.

## Conception et développement
En 1946, juste après la Seconde Guerre mondiale, la marine nationale disposait d'un ensemble hétérogène et vieillissant d'hydravions. Le Ministère de l’Air fit donc savoir qu’il recherchait un nouvel hydravion bimoteur à coque pouvant rapidement prendre la place des vieux Dornier Do 18 et Do 24, PBY Catalina, Short S.25 Sunderland et autres Grumman G-21 Goose utilisés jusqu'alors pour des missions de patrouilles côtières, de reconnaissance anti-mines, et de sauvetage en mer. Tous ces hydravions étaient issus de la Seconde Guerre mondiale. Ils avaient pour la plupart un nombre important d’heures de vols, ce qui expliquait l’urgence de lancer la conception d'un nouvel appareil. Décision fut prise de faire appel directement à un constructeur nationalisé : la SNCAN (Société Nationale de Construction Aéronautique du Nord) plus connue sous le nom de Nord d'un avion de lutte anti-sous-marine.
La construction était entièrement métallique avec aile haute cantilever, deux flotteurs de voilure annexes non rétractables et empennage horizontal en porte-à-faux à trois surfaces verticales. L'avion possédait une cabine fermée pour les membres d'équipage et une grande cabine à l'arrière pour les opérations de sauvetage. Les deux moteurs étaient situés sur chaque aile au niveau des bords d'attaque. Le ministère exigeant au départ qu'il soit équipé de moteurs français, le prototype vola donc pour la première fois le 6 janvier 1949 propulsé par deux moteurs en étoile Gnome et Rhône 14R de 1 600 ch (1 200 kW) qui se révélèrent finalement insuffisants. Le deuxième avion fut équipé d'une roulette de queue rétractable pour les opérations amphibies. Roulette qui fut plus tard ajoutée au prototype.
Les deux aéronefs Nord 1401 Noroit du premier vol de 1949 étaient équipés de deux moteurs Junkers Jumo 213 de 1 800 ch (1 300 kW) fabriqués sous licence par la SNECMA (également testés avec deux moteurs en étoile Bristol Hercules.) Ces deux appareils furent modifiés pour la mise en production, comme le Nord 1402 Noroit.

## Historique opérationnel
[réf. nécessaire]
Les premiers Noroit furent d’abord employés à des missions de reconnaissances maritimes le long des côtes métropolitaines françaises à la recherche de mines anti-navires et sous-marines allemandes et alliées. Leurs missions consistaient à repérer ces armes à basse altitude afin de les cartographier pour les unités d’artificiers de la Marine Nationale.
Si l'on compte les prototypes, 25 Noroit en tout furent assemblés, tous utilisés par l’Aéronavale.
Appareil ayant de nombreux ennuis mécaniques, un accident mortel le 12 décembre 1953 et un autre à l'escadrille 53S le 2 novembre 1954 lors d'un amerrissage sur le lac de Bizerte met fin à sa carrière opérationnelle.
Ils sont retirés du service en 1956 et furent remplacés par des Lockheed P2V Neptune.
Ces hydravions furent les derniers appareils de ce type construits en France et furent également les derniers avions produits par l'usine Bréguet au Havre, qui ferma en 1953.

## Variantes
- Nord Noroit N.1400 : Deux prototypes 1600 ch (1200 kW) moteurs en étoile Gnome-Rhône 14R
  - Nord Noroit N.1400-01 : Premier prototype
  - Nord Noroit N.1400-02 : Second prototype
- Nord Noroit N.1401 : Deux avions de présérie avec moteurs Junkers Jumo 213 de 1800 ch (1300 kW), modifiés plus tard en version 1402 standard
- Nord Noroit N.1402[5] : Production d'une variante, équipés des moteurs Arsenal 12H de 2100 ch (1600 kW) ; construit en 25 exemplaires plus les deux versions 1401 de pré-production modifiés

## Opérateurs
France
- Marine française
  - Flottille 5F de l’Aéronavale à Lann-Bihoué (Bretagne) (1951-1953)
  - Escadrille 33S à Saint-Mandrier (Var) (1953-1954)
  - Escadrille 53S à Bizerte (Tunisie) (1953-1954)